# Dansk Hattefabrik
Dansk Hattefabrik A/S var en dansk hattefabrik.
Brede Klædefabrik (J.C. Modeweg & Søn) etablerede omkring 1890 en underafdeling for hattefabrikation. Den uddannede arbejdskraft blev i høj grad rekrutteret i Tyskland, og tyskeren Hans Cohn (1874-1947), som var udlært i sin faders hattefabrik i Berlin, blev i 1900 indkaldt som specialist for at opbygge Bredes hatteafdeling. Under den landsomfattende tekstilstrejke, der også ramte Brede hårdt, blev afdelingen af taktiske grunde omdannet til en selvstændig hattefabrik i 1905. Hans Cohn blev direktør for det nye aktieselskab, hvilket han var til sin død 1947. Cohn afløstes da af Bjarne Senn (1901-1986), som var direktør indtil fabrikkens lukning.
Især frem til 1. verdenskrig voksede fabrikken støt og blev i 1913 flyttet til et selvstændigt fabriksanlæg i Skodsborg. Af hattearbejderne var henved en tredjedel tyske indvandrere, og de levede hele deres liv omkring virksomheden. De boede i fabrikkens arbejderboliger, lærte i fabrikkens skole og asyl og købte ind i fabrikkens marketenderi. I 1917 boede der 71 voksne og 62 børn i de fire arbejderhuse ved hattefabrikken. Det resterende personale boede efter gammel tradition i arbejderbyen Nærum.
Omkring 1930 rådede hattefabrikken over i alt otte arbejderboligblokke (heraf tre i Nærum) til et personale på ca. 200, der årligt producerede ½ mio. hatte. 
Fabrikken lå på Strandvejen 151 i Skodsborg og lukkede i 1970. Fabrikken blev revet ned og boligkomplekset Skodsborg Strandhave opført på grunden (1982-83 ved Friis og Moltke). Nogle af dens maskiner blev solgt til Tyskland eller Italien.